# Путь к Пекину
Путь к Пекину (англ. Way to Pekin) — шоссейная многодневная велогонка, проходившая в России с 2004 по 2008 год.

## История
В 2004 году при поддержке губернатора Читинской области Равиля Гениатулина, была организована под названием Ветер с Востока (англ. Wind from the East), директором гонки стал Владимир Челноков Организаторы позиционировали её как подготовку спортсменов к Пекинской Олимпиаде.
Дебютная гонка прошла по территории России в Читинской области и Монголии, стартовав 26 августа в Чите и финишировав 3 сентября Улан-Баторе. Весь подиум по её итогам заняли монгольские велогонщики.
С 2005 году гонка стала называться Путь к Пекину, а время проведения сдвинулось на конец июля. На этот раз маршрут пролегал по территории России и Китая, стартовав в Чите и финишировав в Маньчжурии.
В 2006 году гонка была включена в календарь UCI Europe Tour получив категорию 2.2, а её маршрут снова проходил по территории России и Китая из Читы в Маньчжурию. На следующий, 2007 год, маршрут и место проведения остались прежними, но увеличилось количество этапов в Китае.
В 2008 году гонка переместилась в календарь UCI Asia Tour. Изначально она должна была пройти как и в прежние года по территории России и Китая и финишировать в Якэши. Но примерно за месяц до её начала в связи с подготовкой Китая к проведению Олимпийских игр возникли проблемы с оформлением участниками китайских виз. В связи с этим было принято решение решение провести гонку исключительно в России по территории Читинской и Иркутской областей.
После Олимпиады 2008 гонка не проводилась.

## Призёры
| Год             | Победитель              | Второй             | Третий                 |
| --------------- | ----------------------- | ------------------ | ---------------------- |
| Ветер с Востока |                         |                    |                        |
| 2004            | Жамсрангийн Улзий-Орших | Хуягт Пурэфсурэн   | Дамдинсурэн Жавхлантор |
| Путь к Пекину   |                         |                    |                        |
| 2005            | Илья Чернышов           | Алексей Зайцев     | Андрей Нефёдов         |
| 2006            | Александр Ерофеев       | Виталий Спиридонов | Станислав Стародубцев  |
| 2007            | Алексей Куньшин         | Дмитрий Никандров  | Александр Ерофеев      |
| 2008            | Сергей Фирсанов         | Пётр Игнатенко     | Алексей Гусев          |